# (89664) Pignata
(89664) Pignata est un astéroïde de la ceinture principale.

## Description
(89664) Pignata est un astéroïde de la ceinture principale. Il fut découvert le 19 décembre 2001 à Cima Ekar par le programme Asiago-DLR Asteroid Survey. Il présente une orbite caractérisée par un demi-grand axe de 2,71 UA, une excentricité de 0,13 et une inclinaison de 11,0° par rapport à l'écliptique.

## Compléments